# Moussa Kaka
Moussa Kaka est un  journaliste nigérien. Il est le correspondant au Niger de Radio France internationale et le directeur de la radio privée nigérienne Saraounia. Il a été emprisonné durant 1 an (de septembre  2007 au 7 octobre 2008). Les autorités nigériennes lui reprochent ses contacts avec la rébellion touarègue et l'accusent de « complicité d'atteinte à l'autorité de l'État ». Son patronyme a souvent fait l'objet de jeux de mots douteux, parfois teintés de racisme.

## Sa libération avortée en juillet 2008
Le mercredi 23 juillet 2008, le doyen des juges d'instruction chargé du dossier avait signé un non-lieu qui aurait dû permettre à Moussa Kaka de retrouver la liberté s'il n'y avait pas de cas d'appel du parquet. Cependant le procureur de Niamey a fait appel de cette décision. Il est libéré le 23 juillet 2008.

## Élection présidentielle de 2021
Le 25 février 2021 son domicile à Niamey est vandalisé et incendié après la contestation des résultats de l'élection présidentielle de 2020-2021. Dans un communiqué commun, la Communauté économique des États de l'Afrique de l'Ouest (Cédéao) et les Nations unies « condamnent fermement les actes de violence » au Niger et « appellent toutes les parties prenantes à la retenue ».